# Ischyja hemiphaea
Ischyja hemiphaea är en fjärilsart som beskrevs av George Francis Hampson 1926. Ischyja hemiphaea ingår i släktet Ischyja och familjen nattflyn. Inga underarter finns listade i Catalogue of Life.

## Bildgalleri

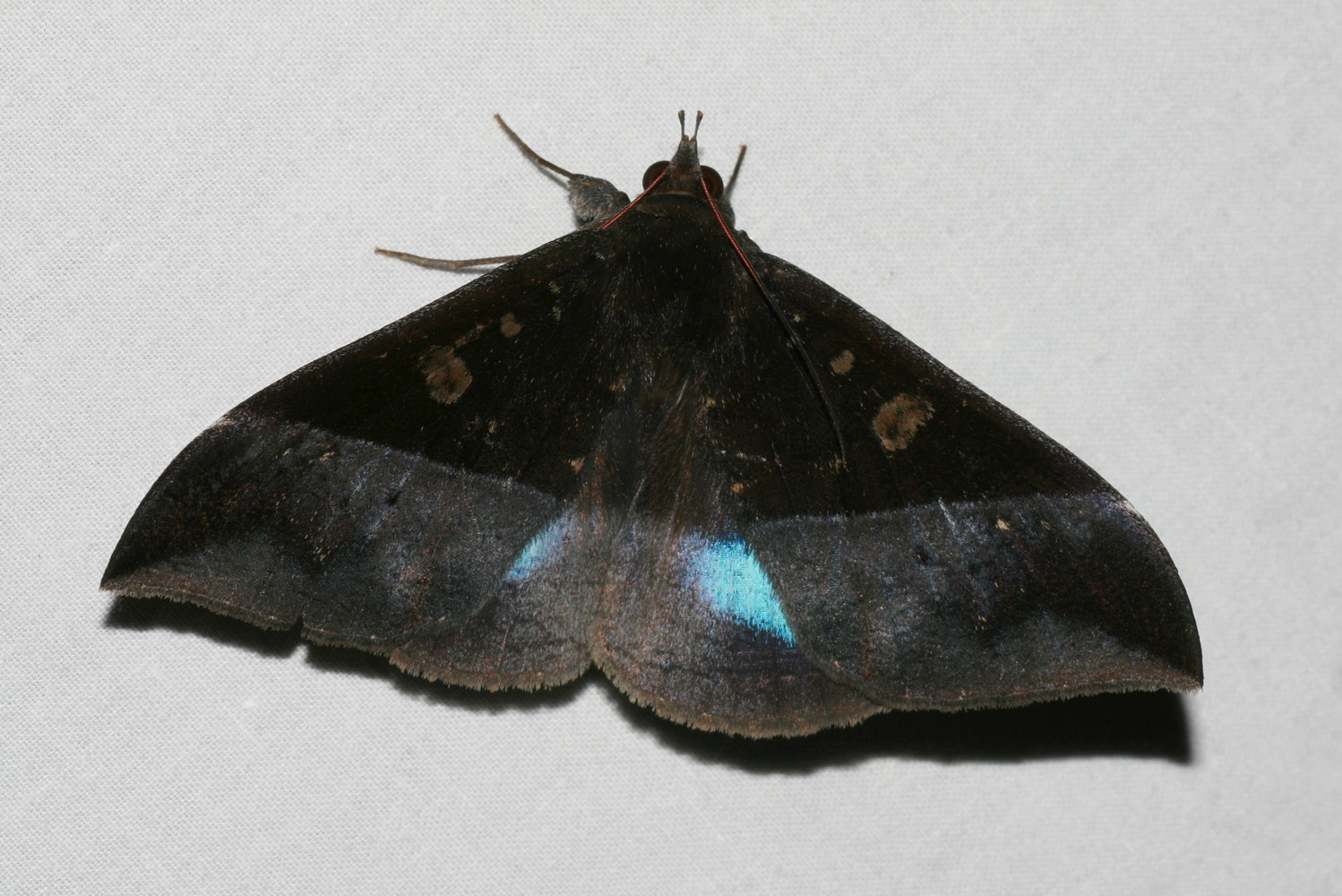